# Eerste Kamerverkiezingen 2007/Kandidatenlijst/GroenLinks
De kandidatenlijst voor de Eerste Kamerverkiezingen 2007 van GroenLinks werd op een partijcongres op 3 februari 2007 door de aanwezige partijleden vastgesteld. Achter verkozen kandidaten staat een *.

## Lijst
1. Tof Thissen *
2. Britta Böhler *
3. Tineke Strik *
4. Yolan Koster-Dreese
5. Herman Meijer
6. Goos Minderman
7. Dogan Gök
8. Floris Tas
9. Jan Laurier *
10. Bas Nugteren
11. Jaap Roëll
12. Attie Bos